# 263906 Yuanfengfang
263906 Yuanfengfang este un asteroid din centura principală de asteroizi.

## Descriere
263906 Yuanfengfang este un asteroid din centura principală de asteroizi. A fost descoperit pe 21 martie 2009 la Observatorul Lulin de Jin, Z.-W., Lin, C.-S.. Asteroidul prezintă o orbită caracterizată de o semiaxă mare de 2,21 ua, o excentricitate de 0,18 și o înclinație de 4,6° în raport cu ecliptica.